# Boerhaavedistrict
Het Boerhaavedistrict is een van de 10 districten (wijken) van de Nederlandse stad Leiden. De wijk had op 1 januari 2023 6.105 inwoners. De wijk is vernoemd naar Herman Boerhaave (1668 – 1738), in zijn tijd een vooraanstaand arts, anatoom, botanicus, scheikundige en onderzoeker. Op de hoek van de Rijnsburgerweg en de Boerhaavelaan staat een standbeeld van hem, gemaakt door Jean Theodore Stracké.

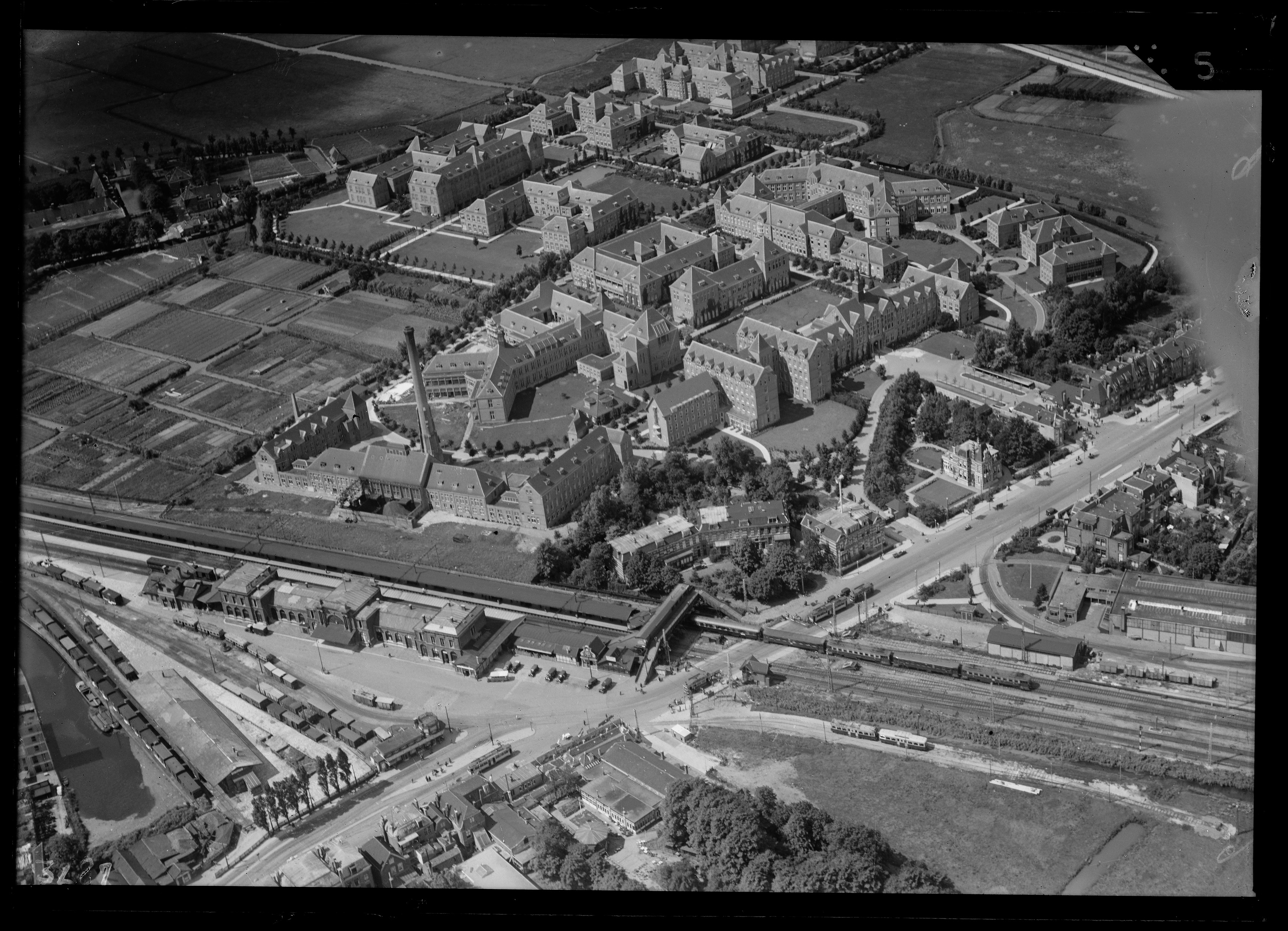
Gebied rond het station: Stationsplein, en aan de overzijde wat nu het Boerhaavedistrict heet (ca. 1927-1940)
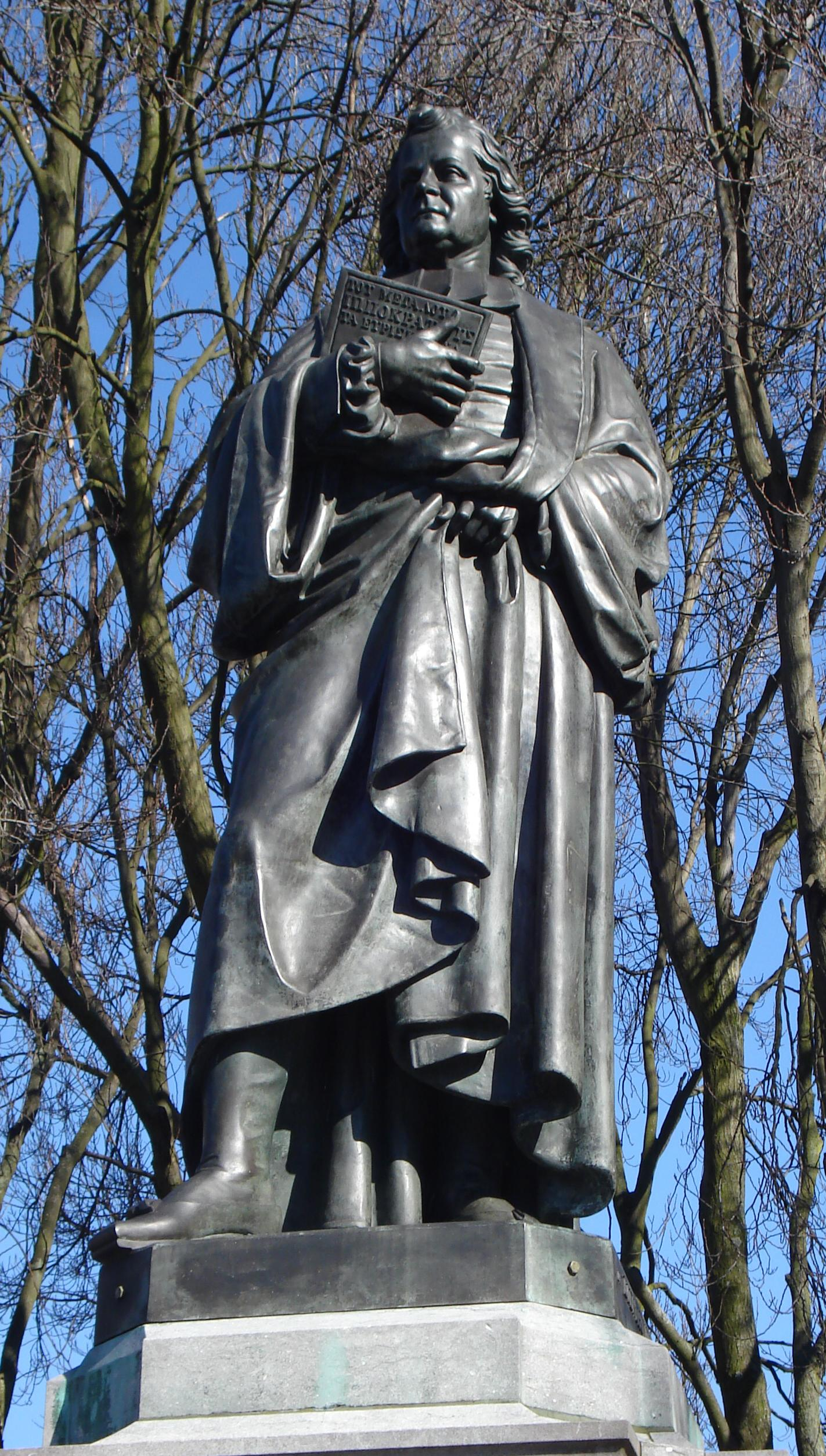
Standbeeld Herman Boerhaave

## Geografie
Het Boerhaavedistrict ligt ten noordwesten van het Stationsdistrict en grenst aan de zuidelijke kant aan het Morsdistrict. Het bestaat uit de wijken Pesthuiswijk, Houtkwartier, Raadsherenbuurt, Vogelwijk en Leeuwenhoek.